# Discovery (Chris de Burgh)
Discovery is een single van Chris de Burgh. Het is de derde single afkomstig van zijn album At the end of a perfect day.
Discovery verwijst de eerste man die de wereld rondvaarde en zo ontdekte dat de wereld inderdaad rond was. Ook wordt Galileo Galilei aangehaald. Round and round gaat over de jachtige wereld die maar door- en doordraait.
Het werd geen hit.